# 2 (album)
 For alternative betydninger, se 2 (flertydig). (Se også artikler, som begynder med 2)
"2" er det andet studiealbum fra den danske popsanger og sangskriver Thomas Helmig. Albummet var ligesom efterfølgeren Kære maskine (1987), udgivet under Thomas Helmig Brothers, et band der foruden Helmig bestod af Palle Torp, Claes Antonsen, Uffe Fink Isaksen, Simon West og Henrik S. Poulsen. Det blev udgivet den 4. februar 1986 på Genlyd.

## Spor
Alle sange skrevet og komponeret af Thomas Helmig. 
| #   | Titel                         | Længde |
| --- | ----------------------------- | ------ |
| 1.  | "Midnat i Europa"             | 4:40   |
| 2.  | "Gav mig aldrig noget"        | 3:42   |
| 3.  | "Smelte et isbjerg"           | 4:12   |
| 4.  | "Aldrig gå fra mig"           | 4:03   |
| 5.  | "Kan du huske det"            | 3:50   |
| 6.  | "Stop - hold op"              | 4:21   |
| 7.  | "Venter på dig"               | 3:09   |
| 8.  | "Menneskebørn"                | 3:40   |
| 9.  | "Minder mig om (første gang)" | 3:56   |
| 10. | "Kun en drøm"                 | 4:26   |

## Medvirkende
- Thomas Helmig – sangskriver, producer, keyboard
- Kim Sagild – producer, Ibanez-guitar
- Uffe Fink Isaksen – bas, percussion
- Simon West – keyboard
- Palle Torp – elektrisk guitar
- Claes Antonsen – trommer
- Knud Erik Nørgaard – blæsere
- Niels Hoppe – blæsere
- Stig Boel – blæsere
- Nanna – kor
- Søs Fenger – kor
- Tamra Rosanes – kor

## Hitlisteplacering
| Hitliste (1986) | Højeste placering |
| --------------- | ----------------- |
| Danmark         | 1                 |